# Ligne 51A (Infrabel)
Pour les articles homonymes, voir Ligne 51.
Ne doit pas être confondu avec Ligne 51 (Infrabel) ou Ligne 51B (Infrabel).
La ligne 51A est une ligne ferroviaire belge, du réseau Infrabel. Le tracé principal relie l'embranchement de Blauwe Toren et la gare de Zeebruges-Plage et le tracé 51A/1 bifurque à Zeebruges-Formation pour rejoindre la gare de Zeebruges-Village.

## Galerie photo

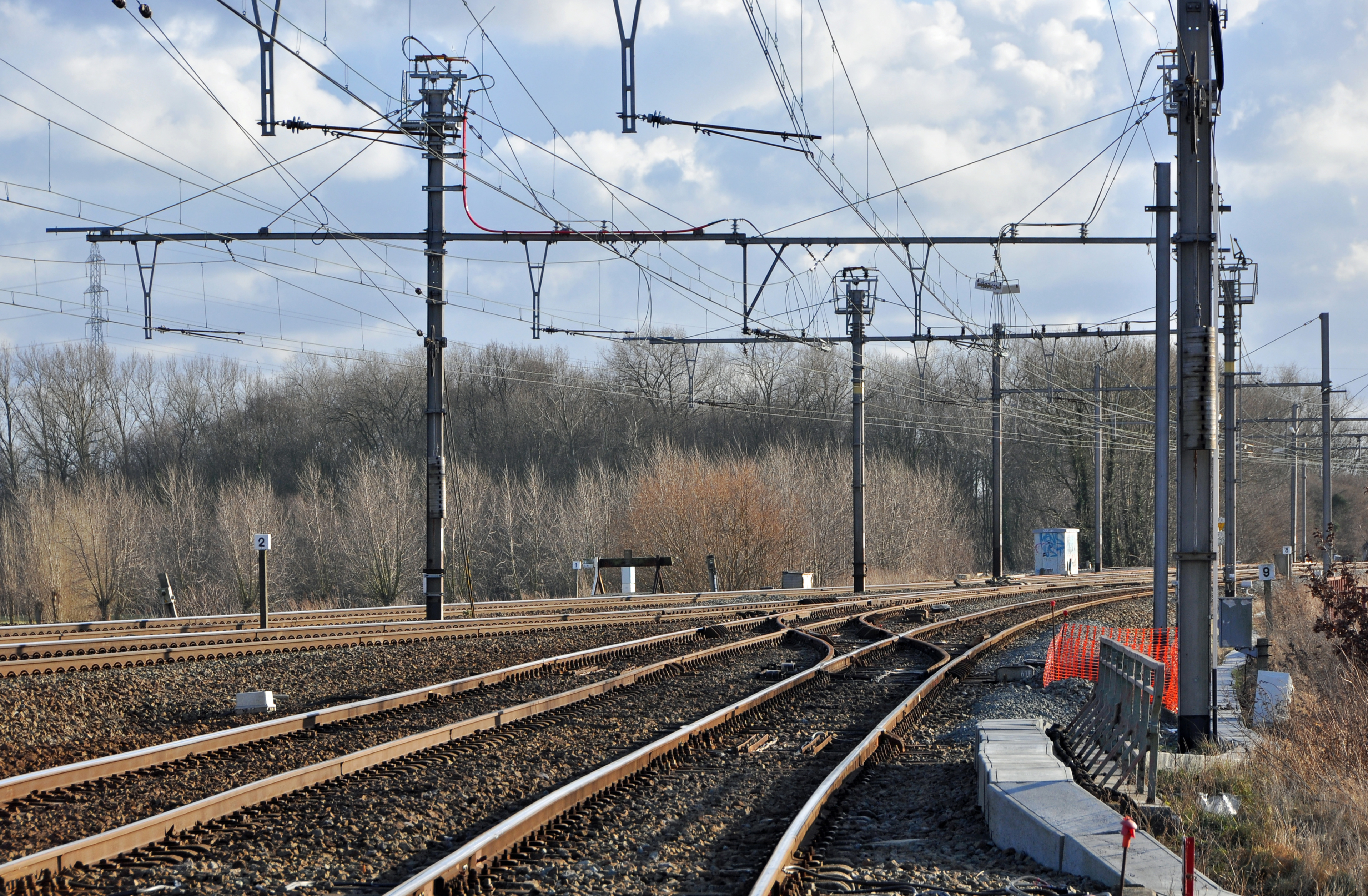
La jonction "Y Blauwe Toren", où la ligne 51A venant de Zeebruges (à l'arrière-plan à gauche) rejoint la ligne 51 de Blankenberge à Bruges (les deux voies à l'avant-plan).
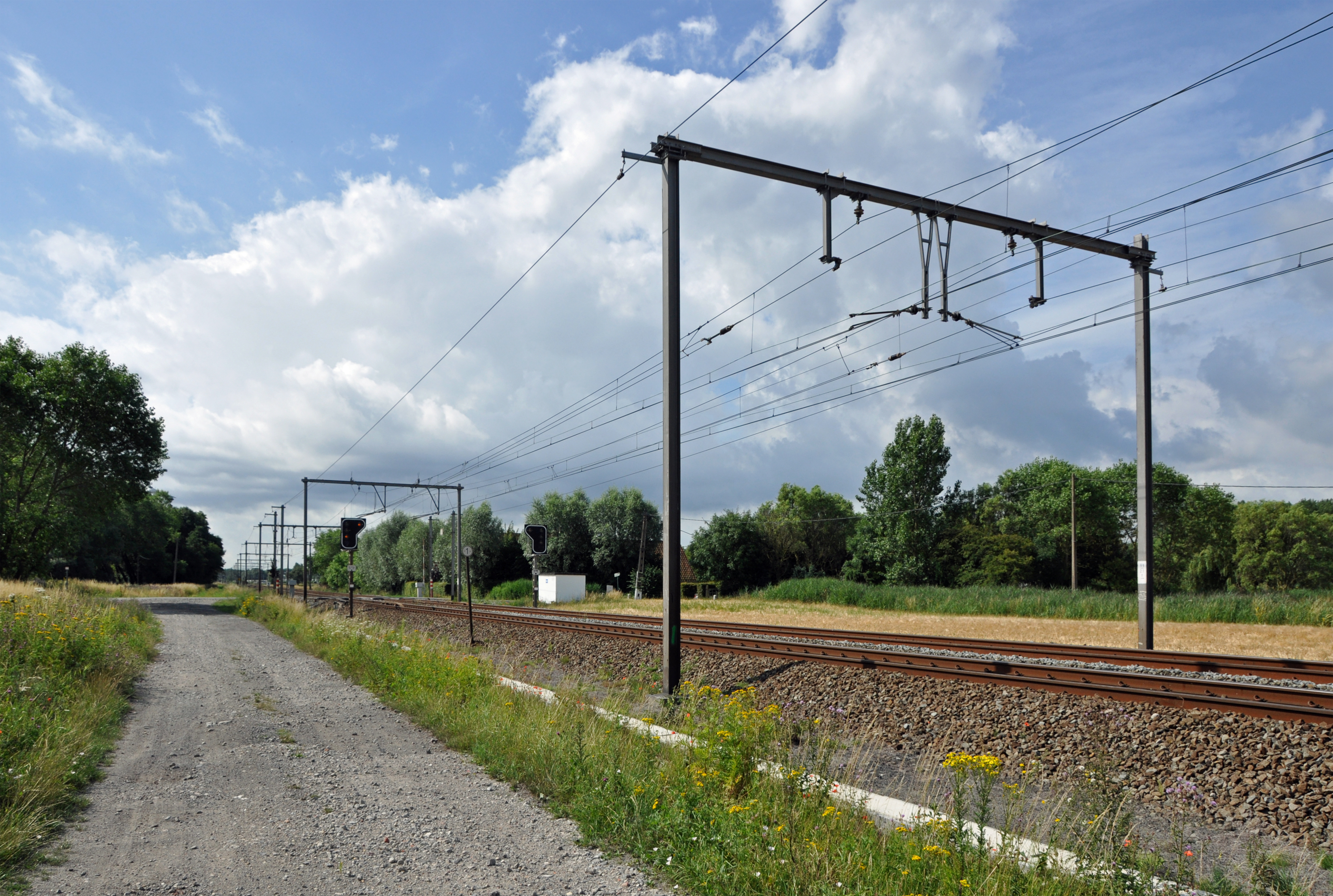
La ligne 51A entre les jonctions "Y Blauwe Toren" et "Y Dudzele".
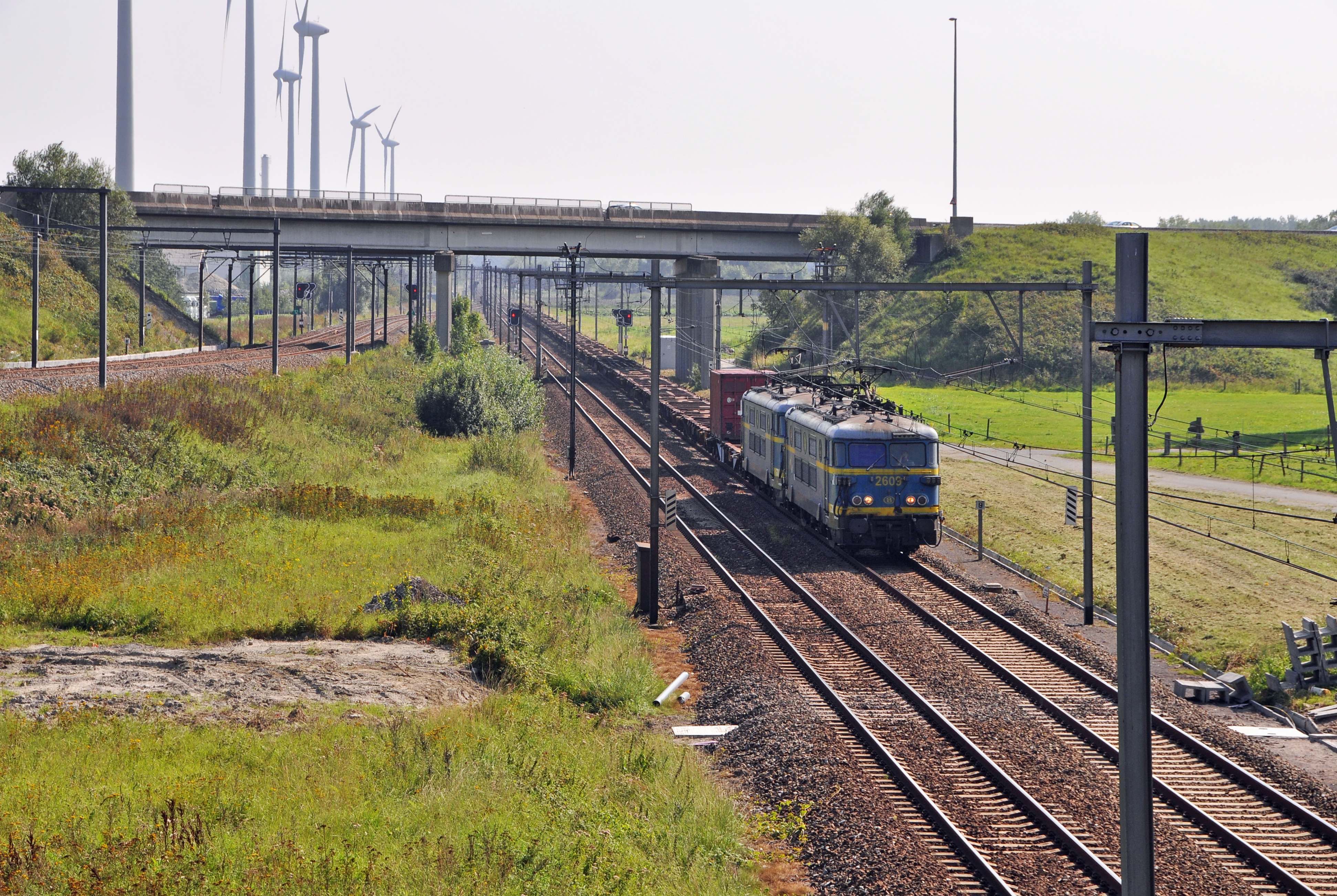
La jonction "Y Dudzele". À gauche: la ligne 51B de Knokke. À droite et à l'avant-plan: la ligne 51A venant de Zeebruges-Plage. La photo est prise en direction de Bruges. Le train de fret, tracté par deux locomotives de la série 26, roule en direction de Zeebruges.
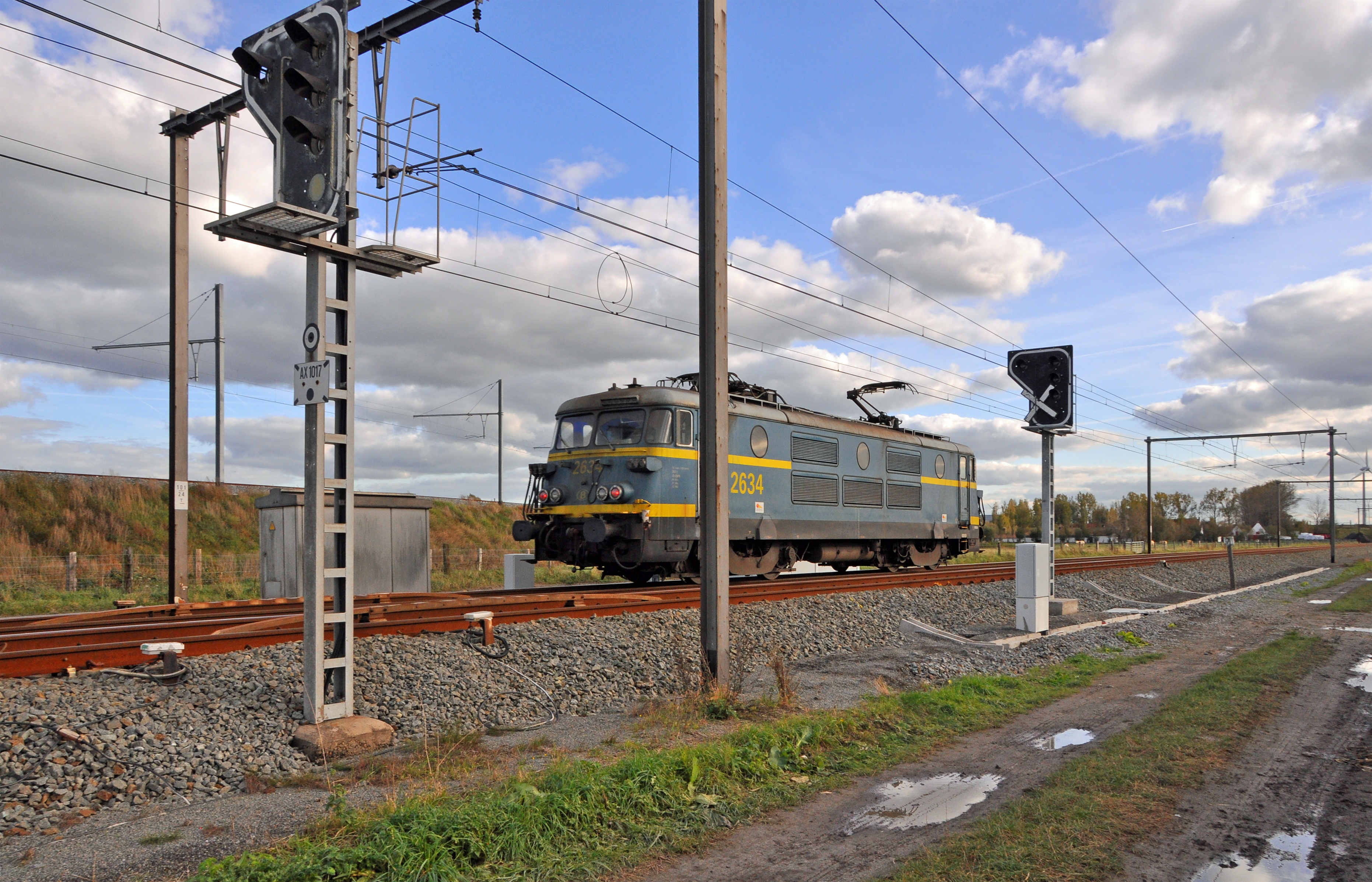
La ligne 51A aux environs de Lissewege. À gauche: le talus de la ligne 51B/1, dite "Bocht van Ter Doest". La locomotive n° 2634 retourne de Zeebruges en direction de Bruges.
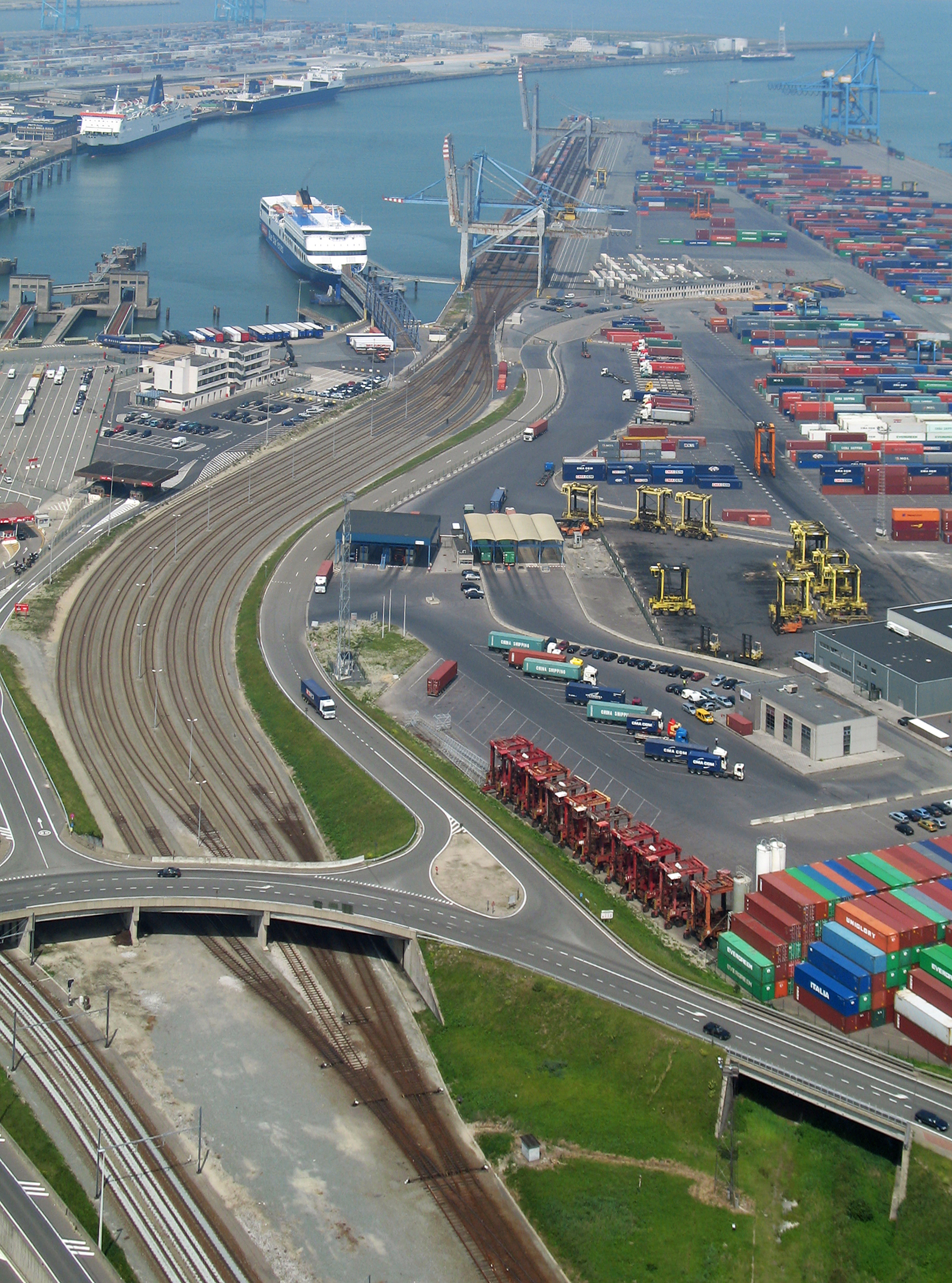
Le complexe ferroviaire "Westhoofd" (connecté à la ligne 51A) dans le port de Zeebruges.